# Frontier City
Frontier City, est un parc d'attractions situé au Nord-Est de la ville d'Oklahoma City. Il appartient à Six Flags depuis 2018 
Nouveau Logo 

## Histoire
Ouvert en 1958, Frontier City est alors basé sur le thème de la ville western. Il est dans un premier temps situé à la fête foraine d'Oklahoma. Il déménage rapidement sur son domaine actuel pour s'agrandir et devenir un vrai parc d'attractions. Il fut créé entre autres pour mettre en avant l'héritage western de la région, et devenir un haut lieux de loisirs dans la région.
Acheté par le groupe Six Flags, il devient "Six Flags Frontier City" en 1998.
Le 27 janvier 2006, Six Flags annonça qu'il souhaitait vendre ce parc ainsi que le parc aquatique White Water Bay à la fin de la saison. Le parc perdit son préfixe "Six Flags" le 11 janvier 2007 pour retrouver son nom d'origine.
CNL Lifestyle Properties annonça le 25 janvier 2011 la nouvelle gestion de ses huit parcs de loisirs. Frontier City fut ainsi placé sous la gérance de Premier Attractions Management.
Depuis Juin 2018 Six Flags a fait l'acquisition de Frontier City et de White Water Bay.

## Les attractions

### Montagnes russes

#### En fonction
| Nom                                                | Type                 | Constructeur                      | Année |
| -------------------------------------------------- | -------------------- | --------------------------------- | ----- |
| Diamondback transféré de Six Flags Great Adventure | Assises              | Arrow Dynamics                    | 1993  |
| Frankie's Mine Train                               | Assises              | Zamperla                          | 2019  |
| Silver Bullet                                      | Assises              | Anton Schwarzkopf                 | 1986  |
| Steel Lasso                                        | Inversées familiales | Vekoma                            | 2008  |
| Wildcat                                            | En bois              | National Amusement Device Company | 1991  |

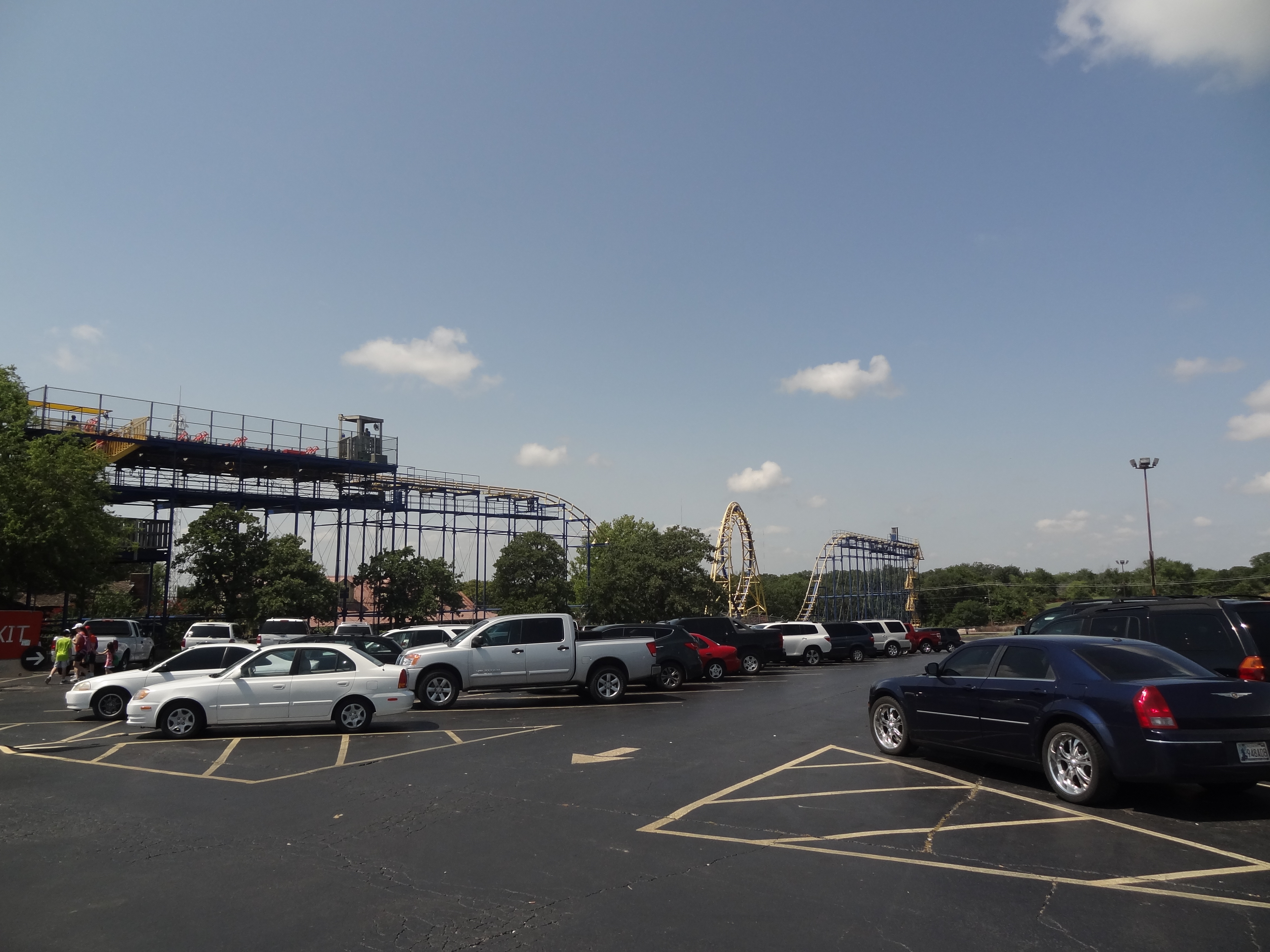
Diamond Back
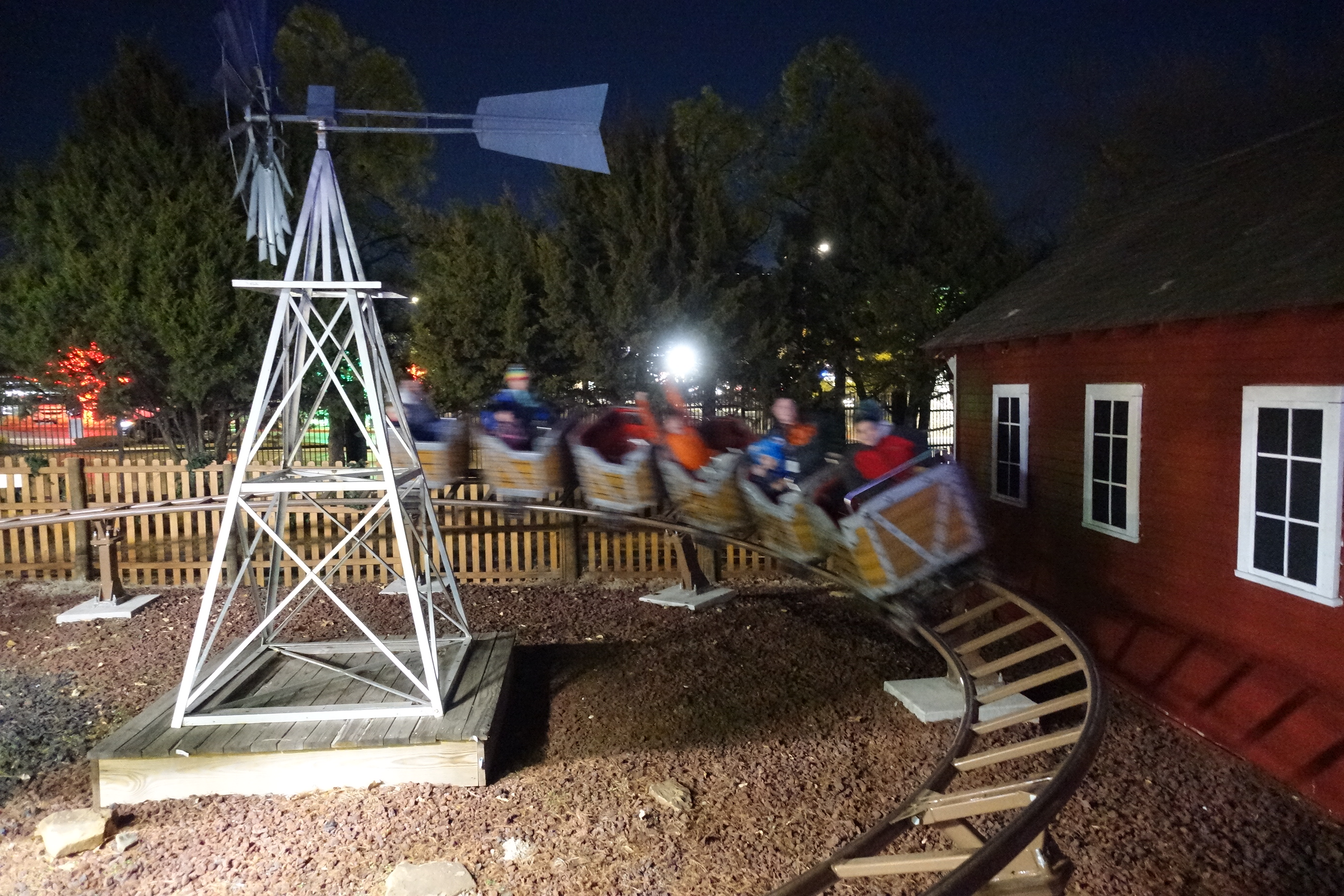
Frankie's Mine Train
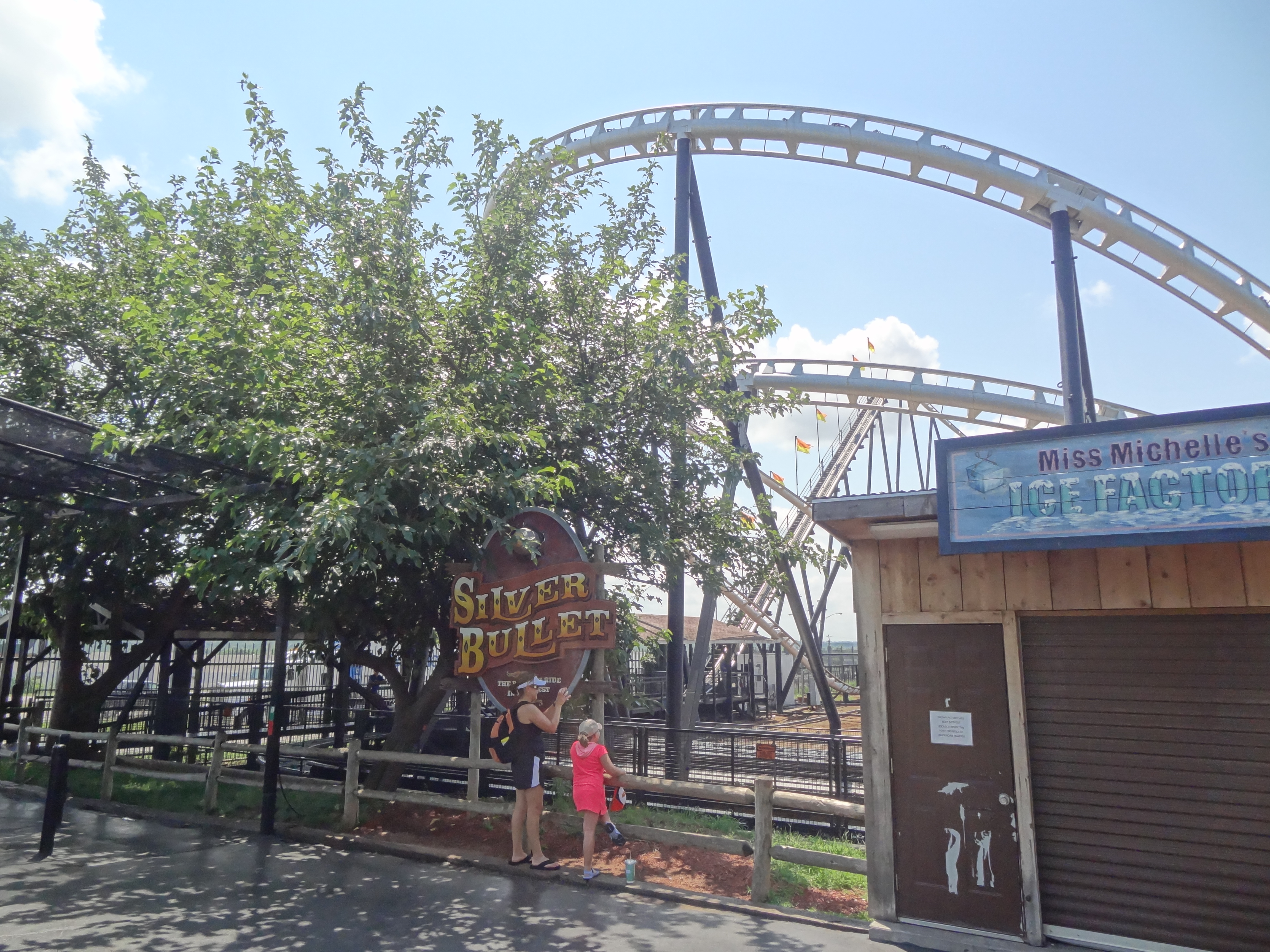
Silver Bullet
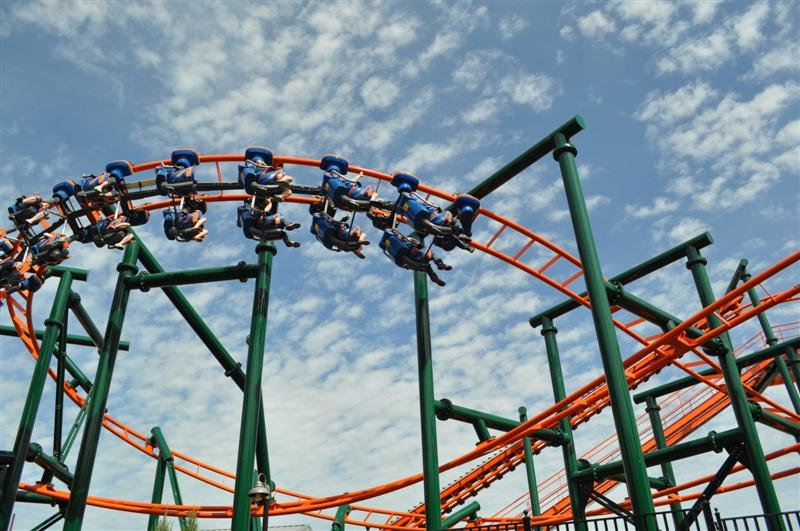
Steel Lasso
Wildcat

#### Disparues
| Nom                                         | Type                 | Constructeur            | Ouverture | Fermeture   |
| ------------------------------------------- | -------------------- | ----------------------- | --------- | ----------- |
| Excalibur transféré de Six Flags Astroworld | Train de la mine     | Arrow Dynamics          | 2000      | 2005        |
| Flitzer                                     | Assises              | Zierer                  | 1974      | années 1970 |
| Mad Mouse                                   | Wild Mouse           | Allan Herschell Company | 1959      | années 1960 |
| Nightmare Mine                              | Assises en intérieur | S.D.C.                  | 1980      | 2000        |
| Nightmare Mine transféré de Fun Junction    | Assises en intérieur | S.D.C.                  | 1999      | 2001        |
| Wild Kitty                                  | Assises              | Allan Herschell Company | 1991      | 2012        |
| Wild Kitty                                  | Assises              | Allan Herschell Company | 2013      | 2018        |
| Wild Mouse transféré de Dodge Park Playland | Wild Mouse           |                         | 1971      | années 1970 |

### Attractions aquatiques
- Renegade Rapids - Rivière rapide en bouée d'Hopkins Rides (1990)
- Mystery River Log Flume - Bûches d'Hopkins Rides (1983)

### Autres attractions

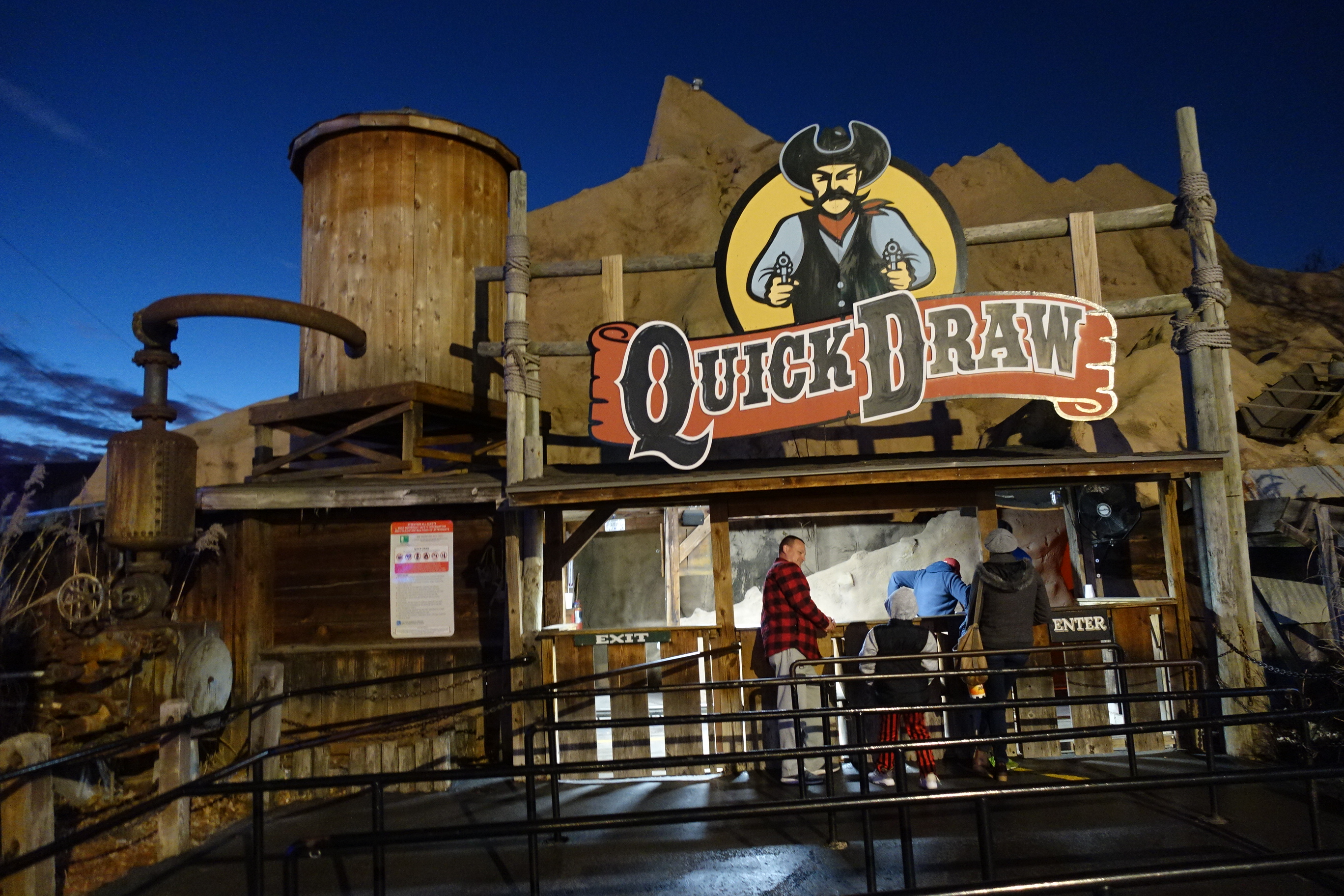
Entrée de Quick Draw

- Billy's Frog Hopper - Jump Around de Zamperla
- Brain Drain - Super Loop de Larson International (2015)
- Bubba's Honey Swings - Chaises volantes pour enfants de Zamperla (1999)
- Bucky's Whistlestop Depot - Train pour enfants de Zamperla (1996)
- Casino - Trabant de Chance Rides (2000)
- Dodge 'Ems - Auto-tamponneuse pour enfants de Duce (1998)
- Geronimo - Skycoaster de Sky Fun 1 Inc. (1995)
- Grand Carousel - Carrousel de Chance Rides (1998)
- Grand Centennial Ferris Wheel - Grande roue de Chance Rides (1993)
- Gunslinger - Power Surge de Zamperla (2016)
- Ol' 89er Express - Train de Chance Rides
- Prairie Shooner - Bateau à bascule d'Intamin (1985)
- Quick Draw - Parcours scénique interactif de Sally Corporation (2008)
- Sheldon's Balloon Race - Grande roue
- Sidewinder - Twist d'Eli Bridge Company
- Tin Lizzy's - Parcours de tacots de Chance Rides (1997)
- Tina's Tea Cup Twirl - Tasses
- Tornado – Tilt-A-Whirl de Sellner Manufacturing
- Winged Warrior - Flying Scooters de Larson International (2014)

### Anciennes attractions
- Eruption - S&S Worldwide (2003 - 2012)
- The Hangman - Tour de chute de Chance Rides (2000 - 2013)
- Mind Bender - Chance Rides (1999 - 2015)
- Thunder Road Speedway - Parcours de karting de J&J Amusements (1999 - 2019)
- Tomahawk - Ranger de Vekoma (1998 - 2007)
- Tumbleweed - Rotor de Chance Rides (1992 - 2019)